# У Веньцзінь
У Веньцзінь (кит. трад. 吴文瑾; нар. 10 березня 1976) – китайський шахіст, гросмейстер від 2000 року.

## Шахова кар'єра
1996 року представляв Китай на чемпіонаті світу серед юніорів до 20 років, посівши місце в другій десятці. Між 1998 і 2000 роками брав участь у шахових олімпіадах. У 1999 році поділив 1-ше місце на турнірі за круговою системою, який відбувся в Циндао (разом з Дао Тх'єн Хаєм, Пен Сяомінєм і Бу Сянчжі). Чергового успіху досягнув у 2003 році, поділивши 2-ге місце (разом з Ні Хуа, позаду Чжана Чжуна) на чемпіонаті Китаю. Наступного року на чемпіонаті країни поділив 3-тє місце, а на турнірі в Сінгапурі посів 3-тє місце (позаду Марка Парагуа і Сусанто Мегаранто).
Найвищий рейтинг Ело у своїй кар'єрі мав станом на 1 жовтня 2000 року, досягнувши 2602 очок займав тоді 86-те місце у світовому рейтинг-листі ФІДЕ, одночасно займаючи 5-те місце серед китайських шахістів.

## Зміни рейтингу
| На цьому місці має відображатися графік чи діаграма, однак з технічних причин його відображення наразі вимкнено. Будь ласка, не видаляйте код, який викликає це повідомлення. Розробники вже працюють для того, щоби відновити штатне функціонування цього графіка або діаграми. | |
| | На цьому місці має відображатися графік чи діаграма, однак з технічних причин його відображення наразі вимкнено. Будь ласка, не видаляйте код, який викликає це повідомлення. Розробники вже працюють для того, щоби відновити штатне функціонування цього графіка або діаграми. |